# Inégalité d'interpolation de Gagliardo-Nirenberg
En mathématiques, l'inégalité de Gagliardo-Nirenberg est une estimation portant sur les dérivées faibles d'une fonction donnée. Elle fait intervenir les normes {\displaystyle L^{p}}  de la fonction ainsi que ses dérivées. C'est un résultat particulièrement important de la théorie des équations aux dérivées partielles. Cette inégalité a été proposée par Louis Nirenberg et Emilio Gagliardo.

## Énoncé[2]
Soient {\displaystyle u:\mathbb {R} ^{n}\rightarrow \mathbb {R} } une fonction C∞ à support compact, deux réels {\displaystyle 1\leq q,r\leq \infty } et un entier {\displaystyle m}. Soient {\displaystyle \alpha } un réel et {\displaystyle j} un entier naturel tels que
{\displaystyle {\frac {1}{p}}={\frac {j}{n}}+\left({\frac {1}{r}}-{\frac {m}{n}}\right)\alpha +{\frac {1-\alpha }{q}}}
et
{\displaystyle {\frac {j}{m}}\leq \alpha \leq 1.}
Alors, il existe une constante {\displaystyle C} dépendant de {\displaystyle m,\ n,\ j,\ q,\ r} et {\displaystyle \alpha } telle que
{\displaystyle \|\mathrm {D} ^{j}u\|_{L^{p}}\leq C\|\mathrm {D} ^{m}u\|_{L^{r}}^{\alpha }\|u\|_{L^{q}}^{1-\alpha }.}

## Note[3]
Pour une preuve de cette inégalité, voir théorème 9.3. La première condition sur {\displaystyle \alpha } est l'homogénéité en {\displaystyle x}. La seconde condition exprime qu'à homogénéité fixée, {\displaystyle j} ne peut pas dépasser la valeur d'interpolation avec {\displaystyle \alpha }, i.e. {\displaystyle j\leq \alpha \ m}. Le cas limite interdit est  {\displaystyle p=\infty } lorsqu'il a la même homogénéité que {\displaystyle \|\mathrm {D} ^{m}u\|_{L^{r}}}, sauf si {\displaystyle r=1} auquel cas le résultat est trivial (en intégrant {\displaystyle m-j} fois).
Pour une extension au cas des exposants de dérivation non entiers, voir .

## Conséquences
- Pour {\displaystyle \alpha =1}, la norme {\displaystyle L^{q}} de {\displaystyle u} dans le membre de droite de l'inégalité ci-dessous n’apparaît plus. Dans ce cas on retrouve les injections de Sobolev.
- Un autre cas spécial de l'inégalité d'interpolation de Gagliardo–Nirenberg est l'inégalité de Ladyzhenskaya (en), qui s'obtient pour {\displaystyle m=1,} {\displaystyle j=0,} {\displaystyle n=2} ou {\displaystyle 3,} {\displaystyle q=r=2,} et {\displaystyle p=4}.